# زیارتگاه پیربابا شرف‌الدین
زیارتگاه پیرباباشرف الدین مربوط به دوره قاجار است و در تفت، خیابان امام خمینی (ره) واقع شده و این اثر در تاریخ ۹ اردیبهشت ۱۳۸۲ با شمارهٔ ثبت ۸۵۶۵ به‌عنوان یکی از آثار ملی ایران به ثبت رسیده است.